# 皮策理论
皮策理论（Pitzer theory）或皮策方程（Pitzer equations）是一个描述电解质溶液中活度系数与渗透系数关系的半经验统计模型。由美国物理化学家肯尼斯·皮策于1973 -1979年发表的12篇论文中提出并完善，其基于带电硬球原始电解质模型（McMillan-Mayer理论）框架提出，即将溶剂作为连续介质，以介电常数反映溶剂特征，考虑了电解质硬球之间的短程排斥作用，并用德拜-休克尔公式处理离子间的长程静电力推导得到，是原始电解质模型中最经典的模型之一。

## 历史发展
对于气体的热力学状态方程，可用维里状态方程描述
{\displaystyle PV=RT+BP+CP^{2}+DP^{3}\dots }
其中{\displaystyle P}为压力，{\displaystyle V}为体积，{\displaystyle R}为气体常数，{\displaystyle T}为绝对温度。{\displaystyle B,C,D}……等系数则称为维里系数。右边第一项为理想气体项，其余项则量化了气体随压力{\displaystyle P}改变而偏离理想气体方程程度。根据统计力学，第二维里系数{\displaystyle B}由分子对之间相互作用产生，第三维里系数{\displaystyle C}则由三分子间相互作用引起，后面的维里系数以此类推。该理论由McMillan和Mayer完善，因此又称McMillan-Mayer理论。
对于溶液，若是溶质分子不带电荷，可用类似McMillan-Mayer理论的方法处理；若溶质分子带电荷，即电解质溶液，则必须考虑之间的静电相互作用。对此，德拜和休克尔假设溶液中各离子周围都被其相反电荷的离子包围，形成一个球形“云团”，又称离子氛（Ionic atmosphere），把离子间相互作用简化为中心离子与离子氛间相互作用，并推导出单一离子活度系数与离子强度之间的函数关系，即德拜-休克尔方程。该方程在稀溶液中有效，特别是对于1:1型电解质（A+B-型）稀溶液非常准确。但随着浓度和离子电荷的增加，德拜-休克尔方程计算值与实际测试值的偏差越来越大。而且该理论忽视了离子大小或形状等特定属性。
布朗斯特曾独立提出下列经验公式来计算溶液的活度系数{\displaystyle \gamma }或渗透系数{\displaystyle \varphi }：
{\displaystyle \ln {\gamma }=-\alpha m^{1/2}-2\beta m}
{\displaystyle 1-\varphi =(\alpha /3)m^{1/2}+\beta m}
其中活度系数不仅取决于离子强度，还通过参数β取决于特定离子的质量浓度m。该式也成为SIT理论的基础。SIT提出后，后续不断有人对其进行完善，包括爱德华·A·古根海姆（Edward A. Guggenheim）、乔治·斯卡查德（George Scatchard）等人。经过斯卡查德完善后，将相互作用系数与离子强度联系起来。
皮策在SIT理论基础上改进后，提出了比SIT理论更加严谨的皮策理论，其基本内容如下：
- （1）电解质溶液的活度系数、渗透系数等性质可由一个“静电”项加上一个用维里系数级数表示的“硬心”项来表示，级数中的维里系数是离子强度的函数；
- （2）复杂混合电解质溶液的热力学特性可由简单的二元和三元溶液特性的组合来确定（维里展开取3阶近似）；
- （3）粒子在静电引力作用下分布符合玻尔兹曼分布，并结合狄拉克δ分布，获得与维里展开联立得出了半经验性质的皮策理论模型[5]。

## 皮策参数推导
将溶液的过量吉布斯自由能{\displaystyle G^{ex}}进行维里展开，有：
{\displaystyle {\frac {G^{ex}}{W_{w}RT}}=f(I)+\sum _{i}\sum _{j}b_{i}b_{j}\lambda _{ij}(I)+\sum _{i}\sum _{j}\sum _{k}b_{i}b_{j}b_{k}\mu _{ijk}+\cdots }
其中{\displaystyle W_{w}}为水的质量（单位：kg）；{\displaystyle b_{i}}，{\displaystyle b_{j}}…为离子的质量摩尔浓度；{\displaystyle I}为离子强度。右边第一项{\displaystyle f(I)}为德拜-休克尔极限定律（Debye–Hückel limiting law）。{\displaystyle \lambda _{ij}{\bigl (}I{\bigr )}}为溶剂中对应的i，j两个离子间的短程相互作用，对应第二维里系数，且是离子强度{\displaystyle I}、温度和压力的函数。类似地，{\displaystyle \mu _{ijk}}为溶剂中对应的i，j，k三个离子间的相互作用。更高项以此类推。
对于吉布斯自由能，可表示为化学势或偏摩尔自由能之和： 
{\displaystyle G=\sum _{i}\mu _{i}\cdot N_{i}=\sum _{i}\left(\mu _{i}^{0}+RT\ln b_{i}\gamma _{i}\right)\cdot N_{i}}
通过对上面维里展开式对质量摩尔浓度{\displaystyle b}求偏导，得到活度系数或渗透系数表达式：
{\displaystyle \ln \gamma _{i}={\frac {\partial ({\frac {G^{ex}}{W_{w}RT}})}{\partial b_{i}}}={\frac {z_{i}^{2}}{2}}f'+2\sum _{j}\lambda _{ij}b_{j}+{\frac {z_{i}^{2}}{2}}\sum _{j}\sum _{k}\lambda '_{jk}b_{j}b_{k}+3\sum _{j}\sum _{k}\mu _{ijk}b_{j}b_{k}+\cdots }
{\displaystyle \phi -1=\left(\sum _{i}b_{i}\right)^{-1}\left[If'-f+\sum _{i}\sum _{j}\left(\lambda _{ij}+I\lambda '_{ij}\right)b_{i}b_{j}+2\sum _{i}\sum _{j}\sum _{k}\mu _{ijk}b_{i}b_{j}b_{k}+\cdots \right]}
对于浓度为m的MpXq电解质溶液，电离后的离子为Mz+和Xz−，定义参数 {\displaystyle f^{\phi }}, {\displaystyle B_{MX}^{\phi }}, {\displaystyle C_{MX}^{\phi }}为：
{\displaystyle f^{\phi }={\frac {f'-{\frac {f}{I}}}{2}}}
{\displaystyle B_{MX}^{\phi }=\lambda _{MX}+I\lambda '_{MX}+\left({\frac {p}{2q}}\right)\left(\lambda _{MM}+I\lambda '_{MM}\right)+\left({\frac {q}{2p}}\right)\left(\lambda _{XX}+I\lambda '_{XX}\right)}
{\displaystyle C_{MX}^{\phi }=\left[{\frac {3}{\sqrt {pq}}}\right]\left(p\mu _{MMX}+q\mu _{MXX}\right).}
其中{\displaystyle f^{\phi }}本质上为德拜-休克尔项。{\displaystyle C_{MX}^{\phi }}中理论上还包括三个同种离子之间的相互作用{\displaystyle \mu _{MMM}}，{\displaystyle \mu _{XXX}}，除非为十分浓的溶液，否则可忽略三个同种离子之间的相互作用。
在无离子缔合情况下，{\displaystyle B_{MX}^{\phi }}参数与离子强度有以下经验公式：
{\displaystyle B_{MX}^{\phi }=\beta _{MX}^{(0)}+\beta _{MX}^{(1)}e^{-\alpha {\sqrt {I}}}.}
因此渗透系数{\displaystyle \phi }表达式可写成：
{\displaystyle \phi -1=|z^{+}z^{-}|f^{\phi }+b\left({\frac {2pq}{p+q}}\right)B_{MX}^{\phi }+m^{2}\left[2{\frac {(pq)^{3/2}}{p+q}}\right]C_{MX}^{\phi }.}
平均活度系数{\displaystyle \gamma _{\pm }}表达式可写成：
{\displaystyle \ln \gamma _{\pm }={\frac {p\ln \gamma _{M}+q\ln \gamma _{X}}{p+q}}}
{\displaystyle \ln \gamma _{\pm }=|z^{+}z^{-}|f^{\gamma }+m\left({\frac {2pq}{p+q}}\right)B_{MX}^{\gamma }+m^{2}\left[2{\frac {(pq)^{3/2}}{p+q}}\right]C_{MX}^{\gamma }}
皮策进行大量实验数据测量表明，对于不同电解质类型，上述方程在25°C，6 mol/kg浓度范围内有很好的准确性。皮策还将该方法可拓展到混合电解质以及存在缔合平衡的情况，并汇总了不同有机/无机酸、碱、盐的β(0), β(1) 和C参数值。此外还讨论了不同温度和压力下的情况。

## 皮策参数的汇总与扩充
除了皮策等人在20世纪70年代测得一系列物质的皮策参数，后续不断有人进行测量与扩充。比如80年代Hee Taik Kim和William J. Frederick测得了304种单盐水溶液在25°C下的皮策参数，并将皮策公式浓度范围拓展到饱和浓度，这些参数现如今被广泛应用，然而包括含有有机阴、阳离子的电解质在内的许多在相关领域非常重要的复合电解质在他们的论文中并没有总结出来。时至今日不断有研究者对其更新和拓展。

## 应用与评价
皮策方程应用范围十分广泛，可用于计算超出德拜-休克尔方程适用浓度范围之外的电解质溶液的活度系数。除一般的实验室或工业生产涉及的电解质溶液，也适用于高浓度的天然电解质溶液，如江、河、湖、海水以及水岩 （盐）相互作用、固溶体和流质包体中矿物共生组合及结晶顺序等的研究。
作为电解质溶液中经典的理论，其常与SIT理论，布罗姆利方程等其他经典模型进行对比。研究者在比较布罗姆利方程、SIT理论和皮策方程三种方法的结果时，发现得到的数据结果差别不大。皮策方程中的参数比SIT方程参数多。因此皮策方程可以更精确地模拟平均活度系数和平衡常数。然而确定更多的参数意味着它们确定与测量很麻烦。